# Associació Unitària Universalista
(Original en anglès: Unitarian Universalist Association, UUA).
Associació de congregacions vinculades a la tradició religiosa conjunta Unitària-Universalista, amb presència als Estats Units i, fins al 2003, al Canadà. Fundada el 1961, és el resultat de la fusió de l'Associació Unitària Americana (American Unitarian Association) i l'Església Universalista d'Amèrica (Universalist Church of America). Té uns 250.000 membres registrats, comptant adults i infants, i aproximadament el doble de simpatitzants. És observadora al Consell Nacional d'Esglésies dels Estats Units.